# Simo Lampinen
Simo Lampinen (Porvoo, 22 juni 1943) is een Fins voormalig rallyrijder. Hij is een van de originele "Flying Finns" die succesvol was in de rallysport op internationaal niveau. Hij is daarnaast een drievoudig Fins rallykampioen.

## Carrière
Simo Lampinen werd op jonge leeftijd getroffen door poliomyelitis, en door een gemankeerde ledemaat kreeg hij op 17-jarige leeftijd zijn rijbewijs al toegediend, zodat hij met meer gemak heen en terug naar school kon gaan. Kort daarna besloot Lampinen competitief te gaan rijden en hij maakte in 1961 uiteindelijk zijn debuut in de rallysport. Achter het stuur van een Saab 96 won hij in 1963 en 1964 achtereenvolgend de titel in het Fins rallykampioenschap. Een derde nationale titel volgde in 1967, terwijl hij in 1975 in een lagere categorie ook nog naar een titel greep. Hij won daarnaast de Rally van Finland drie keer; in 1963, 1964 en 1972, in alle gevallen toen het nog niet een ronde was van het wereldkampioenschap rally, dat pas in 1973 zijn inauguratie zou krijgen.
In de jaren zeventig reed Lampinen voor verschillende fabrieksteams rond, en behaalde nog zijn grootste successen met Lancia, waarmee hij in 1970 de Rally van Portugal en in 1972 de Rally van Marokko won. In het WK behaalde hij onder meer met Peugeot en Fiat nog enkele podium resultaten, voordat hij in 1979 zijn carrière als actief rallyrijder bij Triumph besloot.
Lampinen nam in 1965 voor Triumph ook deel aan de 24 uren van Le Mans, waarin hij met een Triumph Spitfire naar een klasse-overwinning greep.
Lampinen werd daarna betrokken in de organisatie van de Finse WK-ronde en was daarvan wedstrijdleider tussen 1992 en 2004. Voorheen heeft hij ook nog Saab geassisteerd in twee autosport evenementen; met de Saab 900 in de Talladega Challenge 1996 in Alabama, Noord-Amerika, waar meerdere snelheidsrecords werden vebroken, en de Pikes Peak International Hillclimb in 2000, waar Per Eklund won met een Saab 9-3 Viggen.

## Complete resultaten in het wereldkampioenschap rally

### Overzicht van deelnames
| Seizoen | Inschrijving               | Auto                       | 1      | 2     | 3     | 4      | 5     | 6     | 7      | 8      | 9     | 10     | 11     | 12     | 13  | Pos. | Punten |
| ------- | -------------------------- | -------------------------- | ------ | ----- | ----- | ------ | ----- | ----- | ------ | ------ | ----- | ------ | ------ | ------ | --- | ---- | ------ |
| 1973    | Lancia Marlboro            | Lancia Fulvia 1.6 Coupé HF | MON NF | ZWE   | POR   | KEN    | MAR   | GRI   | POL    |        |       | ITA 8  |        |        |     | -    | -      |
| 1973    | Oy Scan-Auto AB            | Saab 96 V4                 |        |       |       |        |       |       |        | FIN 4  | OOS   |        | VST    |        |     | -    | -      |
| 1973    | Saab-Scania AB             | Saab 96 V4                 |        |       |       |        |       |       |        |        |       |        |        | GBR NF | FRA | -    | -      |
| 1974    | Oy Scan-Auto AB            | Saab 96 V4                 | POR    | KEN   | FIN 5 |        |       |       |        |        |       |        |        |        |     | -    | -      |
| 1974    | Lancia Marlboro            | Lancia Beta Coupé          |        |       |       | ITA EX | CAN 2 | VST 4 | GBR 10 | FRA    |       |        |        |        |     | -    | -      |
| 1975    | Lancia Alitalia            | Lancia Beta Coupé          | MON    | ZWE 3 | KEN   | GRI NF | MAR   | POR   |        | ITA NF |       | GBR 10 |        |        |     | -    | -      |
| 1975    | Oy Scan-Auto AB            | Saab 96 V4                 |        |       |       |        |       |       | FIN 2  |        | FRA   |        |        |        |     | -    | -      |
| 1976    | Lancia Alitalia            | Lancia Stratos HF          | MON    | ZWE 4 | POR   |        |       |       |        |        |       |        |        |        |     | -    | -      |
| 1976    | Marshalls East Africa Ltd. | Peugeot 504                |        |       |       | KEN 5  | GRI   |       |        |        |       |        |        |        |     | -    | -      |
| 1976    | Automobiles Peugeot        | Peugeot 504                |        |       |       |        |       | MAR 2 |        |        |       |        |        |        |     | -    | -      |
| 1976    | Oy Scan-Auto AB            | Saab 96 V4                 |        |       |       |        |       |       | FIN 5  | ITA    | FRA   |        |        |        |     | -    | -      |
| 1976    | Simo Lampinen Racing       | Ford Escort RS1800         |        |       |       |        |       |       |        |        |       | GBR NF |        |        |     | -    | -      |
| 1977    | Fiat S.p.A.                | Fiat 131 Abarth            | MON    | ZWE 4 | POR   |        | NZL 4 | GRI 4 |        | CAN 2  | ITA   | FRA    | GBR 7  |        |     | -    | -      |
| 1977    | Lancia Alitalia            | Lancia Stratos HF          |        |       |       | KEN NF |       |       |        |        |       |        |        |        |     | -    | -      |
| 1977    | Oy Scan-Auto AB            | Saab 99 EMS                |        |       |       |        |       |       | FIN NF |        |       |        |        |        |     | -    | -      |
| 1978    | Fiat Alitalia              | Fiat 131 Abarth            | MON    | ZWE 6 | POR   |        |       | FIN 5 | CAN    | ITA    |       |        |        |        |     | -    | -      |
| 1978    | Marshalls East Africa Ltd. | Peugeot 504 V6 Coupé       |        |       |       | KEN 5  | GRI   |       |        |        |       |        |        |        |     | -    | -      |
| 1978    | Automobiles Peugeot        | Peugeot 504 V6 Coupé       |        |       |       |        |       |       |        |        | IVK 4 | FRA    |        |        |     | -    | -      |
| 1978    | British Airways            | Triumph TR7 V8             |        |       |       |        |       |       |        |        |       |        | GBR NF |        |     | -    | -      |
| 1979    | Marshalls East Africa Ltd. | Peugeot 504 V6 Coupé       | MON    | ZWE   | POR   | KEN NF | GRI   | NZL   |        |        |       |        |        |        |     | -    | 0      |
| 1979    | British Leyland Cars       | Triumph TR7 V8             |        |       |       |        |       |       | FIN NF | ITA NF | CAN   | FRA    | GBR 17 | IVK    |     | -    | 0      |

##### Noot
- Het concept van het Wereldkampioenschap rally tussen 1973 en 1976, hield in dat er enkel een kampioenschap open stond voor constructeurs.
- In de seizoenen 1977 en 1978 werd de FIA Cup for Drivers georganiseerd. Hierin meegerekend alle WK-evenementen, plus tien evenementen buiten het WK om.